# 우리말 겨루기
《우리말 겨루기》는 KBS 1TV에서 방송하는 대한민국의 퀴즈 프로그램이다.

## 기획 의도
아름다운 한글을 퀴즈로 풀어보면서 대결을 펼치는 퀴즈 프로그램이다.

## 진행자 멘트
월요일 저녁의 유익한 즐거움, 우리말 겨루기

## 방송 시간
| 방송 채널 | 방송 기간                          | 방송 시간                            | 비고   |
| --------- | ---------------------------------- | ------------------------------------ | ------ |
| KBS 2TV   | 2003년 6월 25일 ~ 2004년 10월 20일 | 매주 수요일 저녁 7시 ~ 8시           | [ 3 ]  |
| KBS 1TV   | 2004년 11월 6일 ~ 2005년 4월 30일  | 매주 토요일 오후 5시 10분 ~ 6시      | [ 4 ]  |
| KBS 1TV   | 2005년 5월 2일 ~ 2014년 12월 29일  | 매주 월요일 저녁 7시 30분 ~ 8시 25분 | [ 5 ]  |
| KBS 1TV   | 2015년 5월 25일 ~ 2016년 4월 18일  | 매주 월요일 저녁 7시 30분 ~ 8시 25분 | [ 6 ]  |
| KBS 1TV   | 2015년 1월 4일 ~ 2015년 3월 29일   | 매주 일요일 오전 9시 5분 ~ 10시      | [ 7 ]  |
| KBS 1TV   | 2015년 4월 12일 ~ 2015년 5월 17일  | 매주 일요일 오전 9시 ~ 10시          | [ 8 ]  |
| KBS 1TV   | 2016년 4월 25일 ~ 2018년 12월 31일 | 매주 월요일 저녁 7시 35분 ~ 8시 25분 | [ 9 ]  |
| KBS 1TV   | 2019년 1월 7일 ~ 현재              | 매주 월요일 저녁 7시 40분 ~ 8시 30분 | [ 10 ] |

## 역대 진행자
| 남자 진행자  | 여자 진행자  | 진행 기간                          | 비고          |
| ------------ | ------------ | ---------------------------------- | ------------- |
| 정재환       | 이화선       | 2003년 6월 25일 ~ 12월 3일         |               |
| 정재환       | 서민정       | 2003년 12월 24일 ~ 11월 6일        |               |
| 김현욱(26기) | 서민정       | 2004년 11월 13일 ~ 2005년 4월 30일 |               |
| 한석준       | 빈칸         | 2005년 5월 2일 ~ 2010년 5월 3일    |               |
| 빈칸         | 엄지인(33기) | 2010년 5월 10일 ~ 2015년 3월 29일  | [ 12 ]        |
| 빈칸         | 엄지인(33기) | 2015년 9월 7일 ~ 2022년 3월 7일    | [ 13 ] [ 14 ] |
| 빈칸         | 박지원(45기) | 2022년 3월 14일 ~ 현재             |               |

## 편성 변경 및 결방 사유

### 2005년
- 4월 2일: 오후 1시 50분부터 저녁 5시 20분까지 KBS 스포츠 2005 프로야구 개막전(삼성:롯데), 저녁 5시 20분 KBS 뉴스(주말), 저녁 5시 30분부터 저녁 6시까지 《중계방송 열린우리당 천당대회》[수화] 편성 관계로 결방.
- 6월 6일: 현충일 특집 관련 KBS 뉴스네트워크(저녁 7시 ~ 7시 25분)(25분 단축편성) 이후 특집다큐 《사랑한다 아들아》 편성 관계로 결방.
- 8월 15일: 광복절 특집 관련 저녁 7시부터 저녁 7시 10분까지 KBS 뉴스네트워크의 결방으로 KBS 뉴스는 저녁 7시 10분부터 밤 9시까지 《광복 60년 대토론 미래창조 대한민국(HD)》 편성 관계로 결방.
- 9월 19일: 추석 특집 편성 관계로 결방.

### 2006년
- 10월 9일: 한글날 특집 편성 관계로 결방.
- 10월 16일: 특집 편성 관계로 결방.

### 2007년
- 1월 1일: 신년 특집 편성 관계로 결방.
- 9월 3일: 방송의 날 특집 관련 수상작 관련 프로그램 편성 관계로 결방.

### 2008년
- 5월 5일: 어린이날 특집 관련 편성 관계로 결방.
- 8월 25일: 2008 베이징 올림픽 우리나라 선수단 환영 국민대축제 방송 편성으로 인해 결방

### 2010년
- 3월 1일: 3.1절 특집 편성 관계로 결방.

### 2011년
- 10월 24일: KBS 뉴스 7의 결방으로 일반 KBS 뉴스(저녁 7시 ~ 7시 10분) 편성 이후 《제66주년 UN의 날 기념 KBS 교향악단 특별연주회》(저녁 7시 10분 ~ 8시 25분) 특집 편성 관계로 결방.
- 12월 19일: 북한 김정일(前 북한 국방위원장) 사망 관련 KBS 뉴스특보[수화] 《北 김정일 사망》 저녁 6시부터 저녁 8시 30분까지 뉴스속보 관련 편성 관계로 결방.

### 2012년
- 1월 23일: 설날 특집 관련 편성 관계로 결방.
- 8월 13일: KBS 뉴스 7(저녁 7시 ~ 7시 20분)(20분 단축편성) 이후 2012 런던올림픽 특집 관련 《2012 런던올림픽 결산 특집 - 런던 이야기》특집 편성 관계로 결방.
- 9월 3일: KBS 뉴스 7의 결방으로 KBS 뉴스(저녁 7시 ~ 7시 10분) 편성 이후 방송의 날 특집 관련 《방송의 날 특별생방송 우리는 폭력없는 학교를 꿈꾼다》(저녁 7시 10분 ~ 8시 25분) 특집 편성 관계로 결방.
- 9월 17일: 태풍 관련 속보의 KBS 뉴스특보[수화] 《태풍 ‘산바’ 내륙 통과》(저녁 6시 ~ 7시 방송분) 이후 태풍 관련 특집 뉴스 KBS 뉴스 7(저녁 7시 ~ 밤 8시 25분)(뉴스 확대편성)으로 인하여 결방
- 12월 10일: 대선특집뉴스 관련 KBS 뉴스 7(저녁 7시 ~ 7시 25분)(25분 단축편성) 이후 일일드라마 《힘내요 미스터 김》(26회)(저녁 7시 25분 ~ 8시), 이후 밤 8시부터 밤 10시까지 2012 대선 방송토론[수화], 대선 특집 관련 KBS 뉴스 9(밤 10시 ~ 11시) 특집 관련 편성 관계로 결방.

### 2013년
- 2월 25일: 《제18대 대통령취임 경축음악회》(박근혜 前 대통령 취임) 저녁 7시 10분부터 밤 8시 25분까지 대통령 취임 관련 편성 관계로 결방.

### 2014년
- 4월 21일: 세월호 침몰 사고 특보 편성으로 인한 결방.
- 10월 13일: 재방송으로 인하여 대체 편성 관계로 결방.

### 2015년
- 4월 5일: 2015 11회 대구국제마라톤대회(오전 8시 ~ 11시) 중계방송 편성 관계로 결방.
- 7월 27일: 메르스로 인한 녹화 취소의 재방송으로 인하여 대체 편성 관계로 결방.

### 2016년
- 6월 6일: 《현충일 특집 우리들의 집》 편성 관계로 결방.
- 8월 8일: 2016 리우올림픽 특집 관련 편성으로 인하여 KBS 대기획 디렉터스컷(재방송) 대체 편성 관계로 결방.
- 8월 15일: 광복절 기획 KBS 스페셜《38회 - 빼앗긴 날들의 기억 - 가와사키 도라지회》(재방송)(8월 15일 재방송분)의 (광복절 특집 관련) 재방송 대체 편성 관계로 2주 연속 결방.

### 2017년
- 7월 24일: 여름 특집 6부작 《그섬에 가고 싶다》 편성 관계로 결방.
- 10월 16일: 공영방송 총파업 관련으로 한글날 특집 편성 관련 인하여 《한글날 특집 헬로우 한국어》(재방송)(10월 9일 재방송분) 특집 편성 관계로 결방.

### 2018년
- 2월 5일: 제5회 IOC 총회 개회식[수화](저녁 7시 30분 ~ 8시 30분) 편성 관계로 결방.
- 8월 20일 ~ 8월 27일: 2018년 아시안 게임 중계방송 관계로 결방.
- 10월 1일: 한국인의 팔도 밥상 국군의 날 특집 2부작 국군의 뿌리를 찾아서(밤 8시 10분 ~ 9시) 연이어 편성 관계로 결방.

### 2019년
- 5월 20일: KBS 스페셜(재방송) 대체 편성 관계로 결방.
- 7월 29일 ~ 8월 5일: KBS의 비상체제로 ‘휴가철을 맞은 혹서기 편성’으로 최대 적자로 재정 위기 상황을 맞아 특선다큐멘터리 특집 편성 관계로 2주 연속 결방.

### 2020년
- 2월 10일: 《아카데미 수상 특집 영화 '기생충' 세계를 매혹하다》 저녁 7시 40분부터 밤 8시 30분까지 특집 편성 관계로 결방.
- 2월 24일 ~ 3월 2일: 코로나 감염 여파로 인하여 《특별생방송 코로나19 함께 이겨냅시다》 코로나 감염 관련 특집 편성 관계로 2주 연속 결방.
- 5월 18일: 《5,18 민주화운동 40주년 특집 임을 위한 노래》 518 특집 관련 편성 관계로 결방.
- 6월 15일: 《6.15 남북공동선언 20주년 특집 개성공단》 특집 편성 관계로 결방.
- 7월 27일: 정전 67주년 및 휴전협정 특집 관련 《정전협정 67주년 특집 UHD 뮤직 다큐멘터리 D선상의 아리아》 특집 편성 관계로 결방.

### 2021년
- 3월 1일: 삼일절 특집 관련 KBS 뉴스 7(1TV)(저녁 7시 ~ 7시 20분)(20분 단축 편성) 이후 저녁 7시 30분부터 저녁 8시 20분까지 10분 앞당겨 편성 이후 KBS 뉴스특보[수화] 《강원 ‘대설특보’… 내일까지 최대 50cm 이상 폭설》 특집 뉴스 편성으로 10분(저녁 8시 20분 ~ 8시 30분)으로 편성.
- 7월 26일: 2020 도쿄 올림픽 중계방송 관계로 결방.
- 8월 23일: 뉴스 특보-태풍 <오마이스>로 인해 저녁 7시 30분부터 8시 20분까지 10분 앞당겨 편성.
- 12월 13일: <긴급진단 유은혜와 정은경에게 묻는다-코로나 19 해법은?> 방송 관계로 결방.

### 2022년
- 2월 14일: 코로나 특집 방송으로 인해서 오후 3시 10분으로 편성 변경(일부 지역 자체 방송).
- 2월 21일: 2022 대선 토론 편성으로 인해 저녁 7시 10분으로 편성 변경(일부 지역 자체 방송).
- 9월 5일: 《태풍 힌남노》 북상 관련 특집 KBS 뉴스 7(1TV)로 인한 결방.
- 10월 31일: 이태원 압사 참사 특보 편성으로 인한 결방.

### 2023년
- 2월 20일: KBS 뉴스 7(1TV)의 10분 축소로 인하여 19시 30분 ~ 20시 30분에 특집 편성 생방송으로 튀르키예 시리아 지진 피해 모금 특별 생방송 [수화] 편성 관계로 결방.
- 3월 27일: 히든 어스 한반도 30억 년-공영방송 50주년 대기획(공영방송 50주년 특집 - 재방송) 1회 재방송으로 인한 결방.
- 5월 1일 : 새 여자MC 김솔희 아나운서 아님, 평상시 박지원 (아나운서) 아나운서를 그대로 유지함
- 7월 17일: 집중호우로 인하여 제헌절 기념으로 특선 다큐 《생명의 바다 지중해》 [화면해설] 방송분으로 인한 결방
- 7월 24일: 집중호우로 이후 다큐 인사이트-붉은 지구 2회 방송분으로 인한 2주 연속 결방
- 10월 2일: 2022 항저우 아시안 게임 중계방송 관계로 결방

### 2024년
- 7월 29일 ~ 8월 5일: 2024 파리 올림픽 중계방송으로 인한 결방
- 12월 30일: 무안공항에서 발생한 여객기 참사 관련 ‘특집 뉴스 7’ 방송으로 결방

### 2025년
- 3월 3일: 저녁 7시 25분으로 편성 변경.
- 7월 28일: 우리말 겨루기-2024 최강자전 스페셜 편성로 대체.

## 같이 보기
관련 항목
- 퀴즈 프로그램